# Lucas Franchoys le Jeune
Lucas Franchoys le Jeune (ou Lucas Franchoys II, 1616 - 1681) est un peintre et graveur flamand.
Il est le fils de Lucas Franchoys l'Ancien et le frère de Peter Franchoys, tous les deux peintres.

## Biographie
Lucas Franchoys naît à Malines le 28 juin 1616.
Lui et son frère Peter apprennent à peindre par leur père, Lucas Franchoys l'Ancien. Tous les deux partent ensuite au centre de la peinture flamande, Anvers, en 1640 : ils y intègrent l'atelier de Pierre Paul Rubens, jusqu'à la mort de ce dernier,,. Il a collaboré avec plusieurs artistes, dont Lucas Achtschellinck et Wilhelm Schubert van Ehrenberg, Jacques d'Arthois, Grégoire Beerings, Egide Smeyers et Frans Snyders.
Le premier tableau daté est de 1649, une époque où il travaille sur des commandes pour des églises de Tournai, où il a vécu quelques années. Cornelis de Bie indique que Franchoys a vécu un temps en France, mais Tournai ayant été dans la partie francophone des Pays-Bas méridionaux proches de la France, il est possible qu'il y ait eu une confusion; le RKD indique pour sa part que Franchoys aurait vécu à Paris dans les années 1640.
Il rentre à Malines en 1654 et devient le maître de la guilde de Saint-Luc locale l'année suivante. En 1663, il en devient le doyen. Il reçoit de nombreuses commandes de la part d'églises, de monastères ou de couvents pour des autels et autres pièces religieuses. Il a également peint des portraits dont celui de l'archevêque Alphonse de Bergues.
Il a été marié avec Suzanne Thérèse avec qui il a eu huit enfants, parmi lesquels Lucas Elias, qui est devenu peintre.
Il a été le maître de Sebastiaen van Aken (en) et Pierre Simon Verlinden.
Lucas Franchoys meurt à Malines le 3 avril 1681.

## Œuvre
Une cinquantaine d'œuvres lui sont attribuées. Artiste « laborieux », il a été influencé par Rubens et Van Dyck. Arnold Houbraken écrit que Lucas Franchoys est connu pour ses portraits et allégories historiques, où l'on voit facilement la patte de Rubens. Cependant, le style de Franchoys est plus proche de celui de Van Dyck, dont il s'est particulièrement inspiré pour les sujets historiques
À travers ses nombreux autels monumentaux dans les églises de Tournai et Malines, Franchoys se construit une réputation le situant parmi les principaux peintres religieux de la deuxième moitié du XVIIe siècle. Ces œuvres montrent l'influence des dernières d'Antoine van Dyck, d'après lesquelles Franchoys a réalisé plusieurs eaux-fortes et avec qui il a collaboré. Franchoys met l'accent sur l'émotion dans l'iconographie religieuse. Alors que ses premières peintures à Tournai montrent un manque de maturité dans la composition, ses dernières œuvres à Malines montrent au contraire une composition efficace et une plus grande expressivité dans la pose des figures. Dans celles-ci, le style de Franchoys se rapproche de celui de Pieter Thijs (lui-même influencé par Van Dyck).
Les portraits de Franchoys dépeignent leurs sujets dans une absence de formalité calculée, dans le style de Van Dyck. Son autoportrait, seulement connu grâce à une gravure de Coenrad Waumans (voir encadré), est proche des portraits gravés dans l'iconographie de Van Dyck.

Œuvres de Lucas Franchoys le Jeune
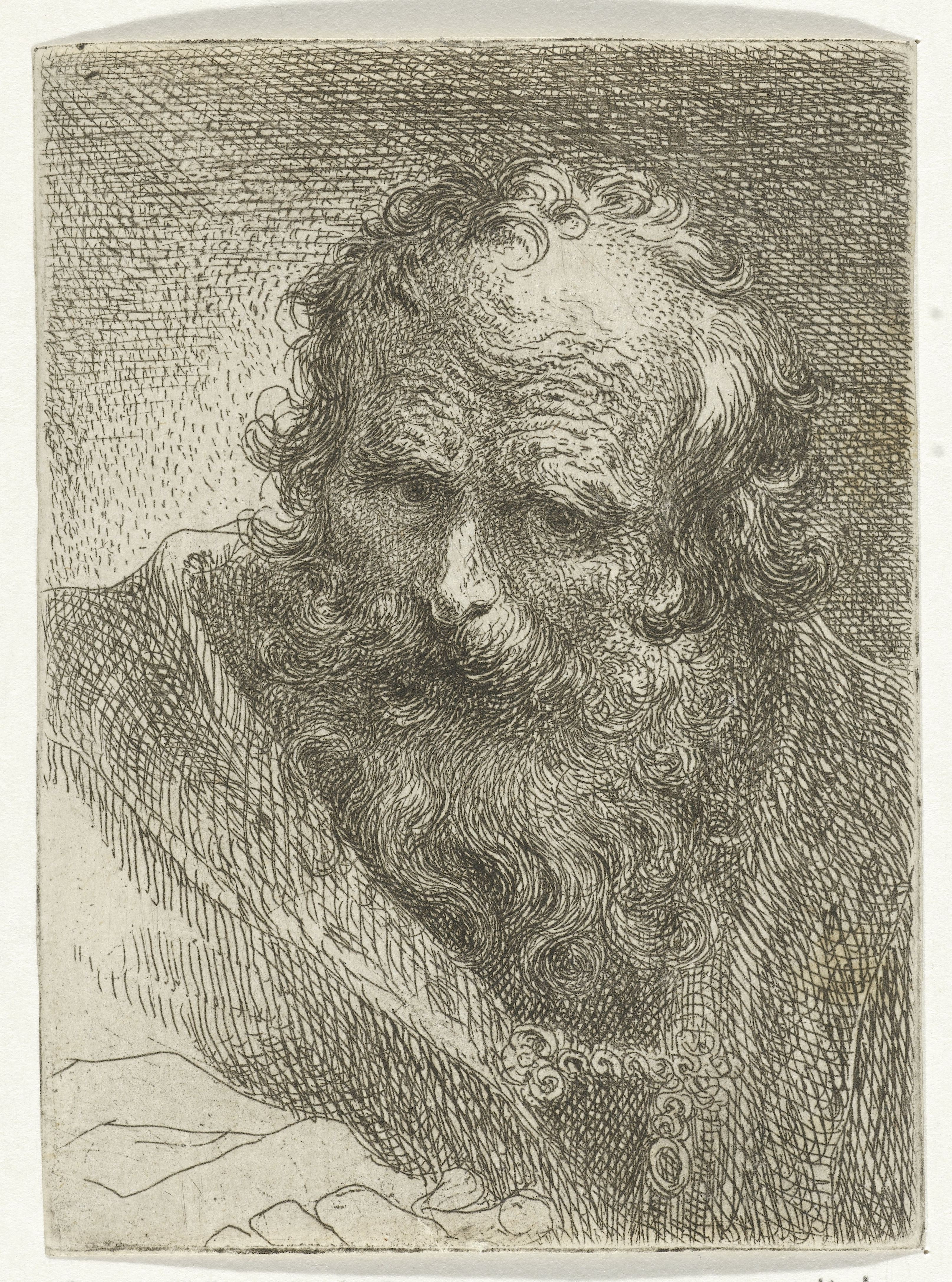
Tête d'un vieil homme, eau-forte (1626 - 1681).
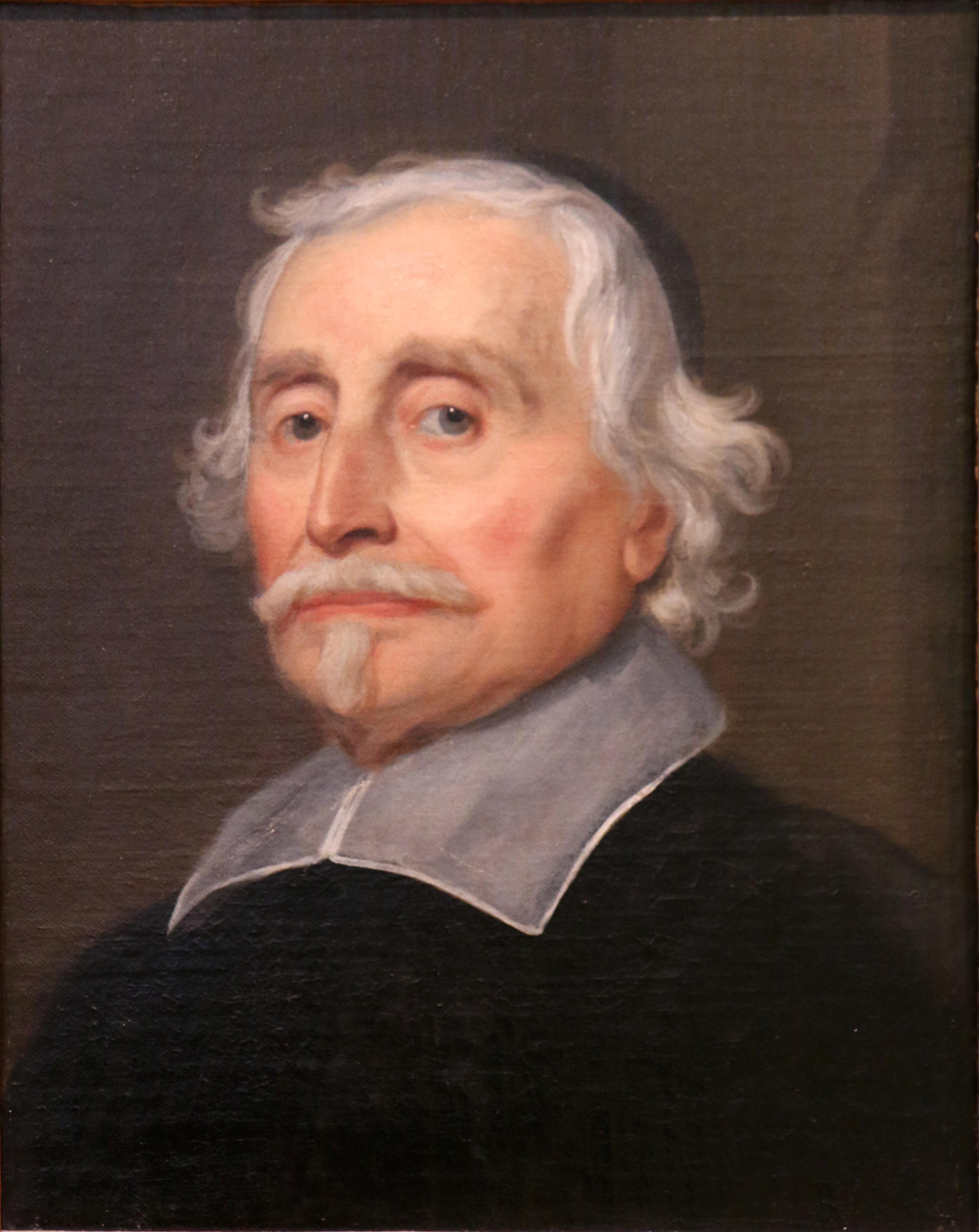
Ecclésiastique, huile sur toile.
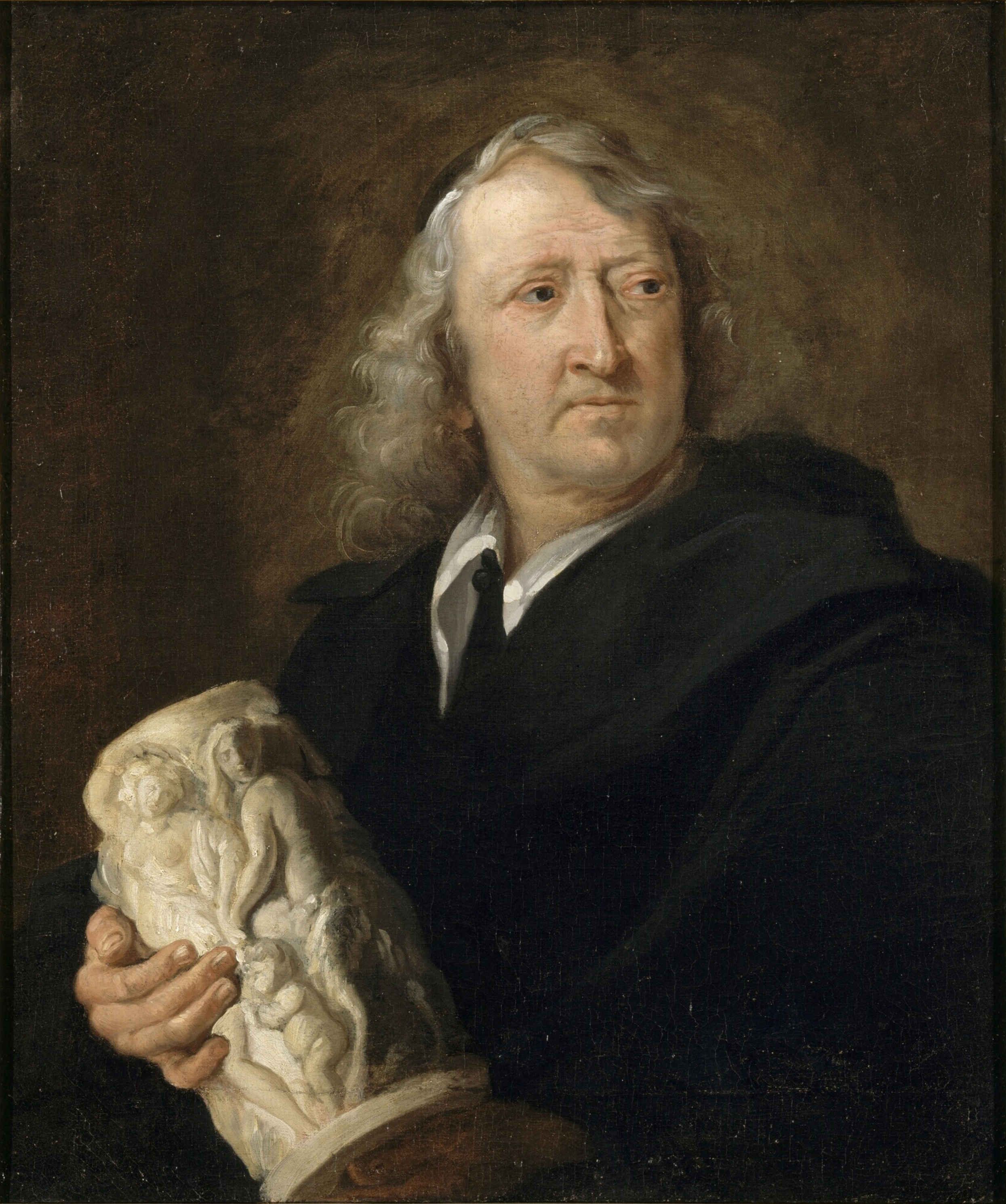
Portrait de Gérard van Opstal (ca. 1660).

## Conservation

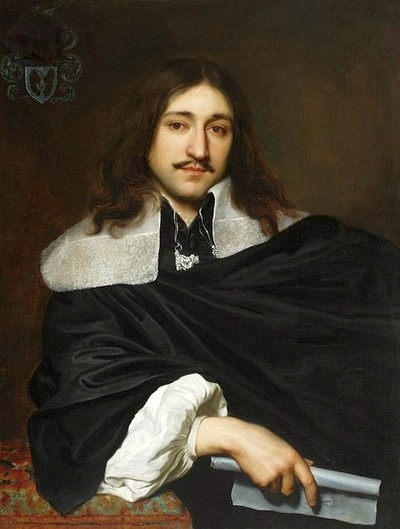
Portrait d'un jeune homme (années 1640, musée national de Varsovie).

Le Rijksmuseum Amsterdam conserve un tableau, des dessins et des eaux-fortes de ou d'après Lucas Franchoys II
À Avignon, le musée Calvet possède un tableau attribué à Lucas Franchoys le Jeune : Portrait d'un ecclésiastique (voir galerie, plus haut).
Le musée royal des beaux-arts d'Anvers possède un tableau de Lucas Franchoys le Jeune : Adoration des bergers.
Le musée national de Varsovie possède également un tableau : Portrait d'un jeune homme (voir ci-contre).